# Zvezdni mnogokotnik
| \| {5/2} \| {7/2} \| {7/3} \| {8/3} \| \| {9/2} \| {9/4} \| {10/3} \| ... \| |                                        |        |       |
| Schläflijev simbol 2<2q<p D(p, q)=1                                          | {p/q}                                  |        |       |
| oglišča in stranice                                                          | p                                      |        |       |
| Coxeter-Dinkinov diagram                                                     |                                        |        |       |
| simetrijska grupa                                                            | diedrska (Dp)                          |        |       |
| dualni mnogokotnik                                                           | sebi dualni                            |        |       |
| notranji kot (stopinj)                                                       | {\displaystyle {\frac {180(p-2q)}{p}}} |        |       |
| {5/2}                                                                        | {7/2}                                  | {7/3}  | {8/3} |
| {9/2}                                                                        | {9/4}                                  | {10/3} | ...   |

Zvezdni mnogokotnik (tudi samo zvezda) je nekonveksni mnogokotnik, ki izgleda kot zvezda.

## Pravilni zvezdni mnogokotniki
Pravilni zvezdni mnogokotnik je sebesekajoči enakostranični in enakokotni mnogokotnik. Dobi se ga tako, da se poveže eno oglišče enostavnega in pravilnega p-mnogokotnika z drugim ogliščem, ki pa ni sosednje oglišče mnogokotnika. To se nadaljuje tako dolgo, da se vrne v začetno oglišče. Lahko se tudi reče, da se za cela števila p in q zvezdni poligon naredi tako, da se poveže vsako q-to točko izmed vseh p točk, ki so enakomerno in krožno razporejene. Za zgled služi pravilni petkotnik. Petkrako zvezdo se dobi, če se potegne črto od prvega do tretjega oglišča in od tretjega do petega in od tega do drugega, od tega do četrtega in nato do prvega. Schläflijev simbol za takšno vrsto mnogokotnika je {p/q}, kar je enako kot {p/p-q}. Pravilne zvezdne mnogokotnike se dobi, če sta p in q tuji števili. Pravilni mnogokotnik se lahko prikaže tudi kot stelacijo konveksnega osnovnega mnogokotnika.  
|  |  |  |  |  |  |  |

### Oblike zvezd
Če je število stranic n deljivo z m, se zvezdni mnogokotnik dobi iz pravilnega mnogokotnika, ki ima n/m stranic. Nova mnogokotniška zvezda se dobi tako, da se zavrti pravilni n/m-kotnik v levo glede na začetni mnogokotnik tako, da je število vrtenj oglišč enako n/m zmanjšano za ena. Na koncu se še kombinira vse nastale slike. Skrajni primer tega nastopi v primeru, da je n/m enako 2. To povzroči nastanek slike, ki jo sestavlja n/2 ravnih delov. To se imenuje izrojeni zvezdni mnogokotnik.
Kadar pa imata n in m skupni faktor, se dobi zvezdni mnogokotnik za nižji n. 

### Simetrija
Simetrijska grupa za {n/k} je diedrska grupa Dn reda 2n neodvisno od vrednosti k.

## Nepravilni zvezdni mnogokotniki
Zvezdni mnogokotniki so lahko tudi nepravilni. Nepravilni zvezdni mnogokotniki nastanejo kot slike oglišč uniformnih poliedrov, ki so določeni z zaporedjem stranskih ploskev okrog vsakega oglišča.
Unikursalni heksagram je naslednji primer cikličnega nepravilnega zvezdnega mnogokotnika. Ima samo diedrsko simetrijo D2h.